# Brasilianska militärregeringen
Brasilianska militärregimen var en auktoritär regim som styrde Brasilien under perioden 31 mars 1964 till 15 mars 1985. Det började med 1964 års statskupp som leddes av Brasiliens väpnade styrkor mot den demokratiskt valda regeringen med vänster-presidenten João Goulart och slutade då José Sarney tog över som Brasiliens president. Militärrevolten leddes av Magalhães Pinto, Adhemar de Barros, och Carlos Lacerda, guvernörer i Minas Gerais, São Paulo, och Rio de Janeiro.

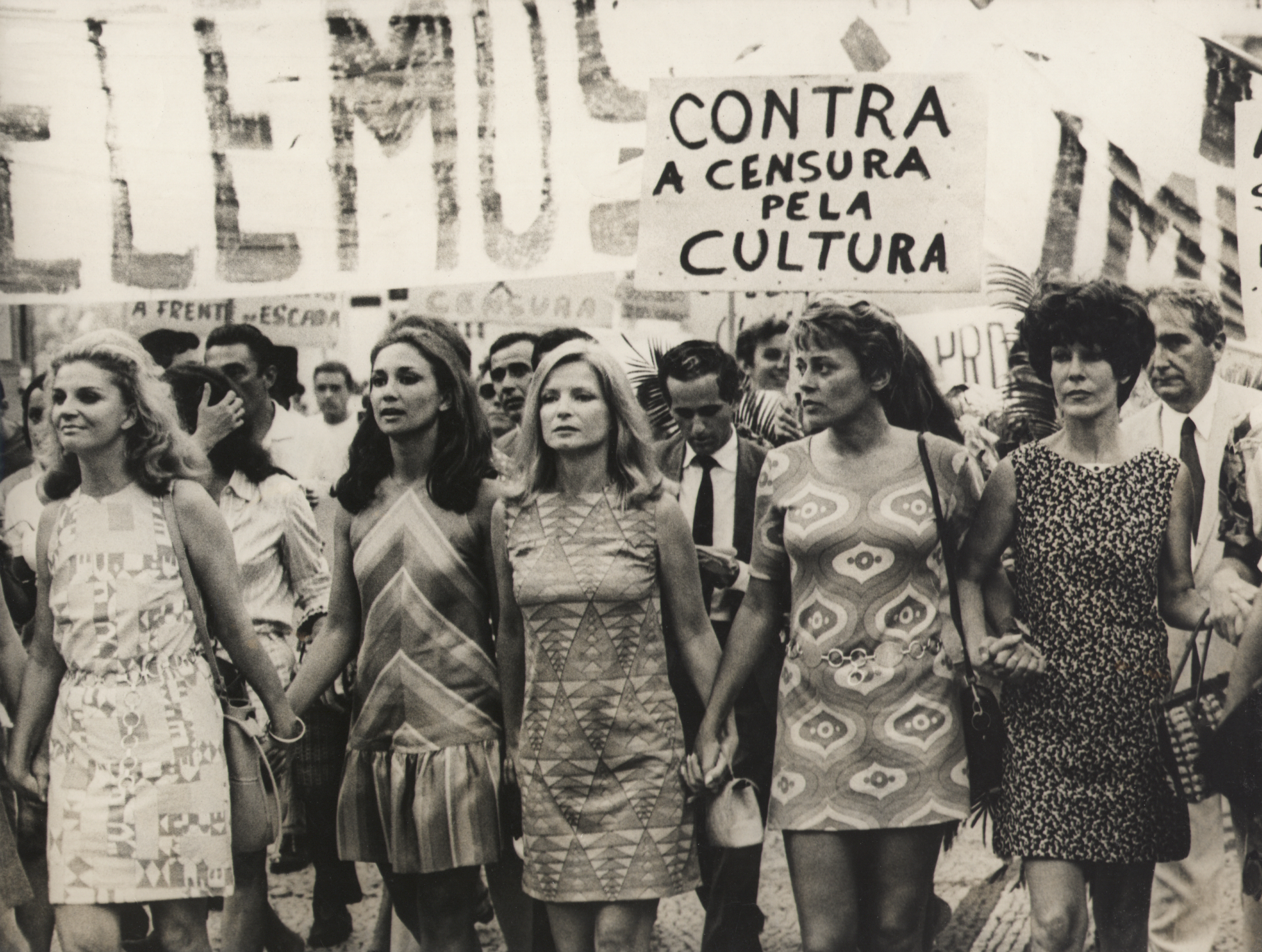
Demonstration av brasilianska musiker och skådespelare mot militärrevolten.